# Charles H. Eglee
Charles Hamilton Eglee (New Haven, 27 novembre 1951) è un regista e produttore televisivo statunitense.
Nato e cresciuto a New Haven, nel Connecticut, si trasferì presto a Eastham (Massachusetts). Ottenne un Bachelor of Arts in inglese dall'Università di Yale.
Dopo essersi trasferito a Los Angeles, cominciò a lavorare con James Cameron su diversi progetti. Assieme a questi, Eglee è il co-creatore della serie televisiva fantascientifica Dark Angel. Nel 2008 divenne il co-produttore esecutivo e sceneggiatore della terza stagione di Dexter: per il suo lavoro su quest'ultima serie ha ricevuto nel febbraio 2009 una nomination per il Writers Guild of America Award come Miglior Serie Drammatica.

## Premi
1995: Premio Emmy per NYPD Blue come Eccezionale Serie Drammatica.

## Filmografia parziale
- A cuore aperto (1982)
- Moonlighting (1985)
- Avvocati a Los Angeles (1986)
- NYPD Blue (1993)
- Dark Angel (2000-2002)
- The Shield (2004-2007)
- Dexter (2008)